# Ваньки (Пермский край)
Ваньки — село в Пермском крае России. Входит в Чайковский городской округ.

## География
Расположено на реке Шурчиловка (приток реки Сайгатка), примерно в 34 км к северо-востоку от города Чайковского.

## История
Населённый пункт известен с 1788 года как починок Шурчиха (в 1795 году — починок «Шурчилов, Ваньков тож»). В нём тогда жил Иван (Ванька) Максимов сын Кошкаров. 2 ноября 1928 года здесь был образован колхоз «Уралец». 24 декабря 1950 года при слиянии трёх сельхозартелей появился укрупнённый колхоз «Память Куйбышева».
Ваньки с 15 ноября 1973 до декабря 2004 года являлись центром Ваньковского сельского совета, с декабря 2004 до весны 2018 гг. — административным центром Ваньковского сельского поселения Чайковского муниципального района.
В 2016 году статус населённого пункта был изменён с деревня на село.

## Население
| 2010 |
| ---- |
| 553  |

## Улицы
В селе имеются улицы:
- Большой пер.
- Заречная ул.
- Молодежная ул.
- Строительная ул.
- Тимофея Юркова ул.
- Центральная ул.
- Школьная ул.

## Топографические карты
- Лист карты O-40-109 Чайковский. Масштаб: 1 : 100 000. Состояние местности на 1982 год. Издание 1983 г.